# Satyrium rhynchanthum
Satyrium rhynchanthum är en orkidéart som beskrevs av Harry Bolus. Satyrium rhynchanthum ingår i släktet Satyrium och familjen orkidéer. Inga underarter finns listade i Catalogue of Life.